# De la pirotechnia
De la Pirotechnia er en bog fra 1540, der betragtes som den første trykte bog om metallurgi, der er blevet udgivet i Europa. Den blev skrevet i Italien og udgivet i Venedig af Vannoccio Biringuccio, der boede i Siena.
Bogen er blevet oversat til engelsk i 1900-tallet. Oversættelsen af Pirotechnia blev udført af Cyril Stanley Smith, der var kemiker og ansat på Manhattanprojektet, og Martha Teach Gnudi. Oversættelsen af De la Pirotechnia har desuden et stort antalt kommentarer og fodnoter.
De la Pirotechnia indeholder 94 træsnit og handler først of fremmest om guld, sølv, kobber, bly, tin og jern. For første gange nævnes reaktioner med guld og sølv, fremstilling, destillation og konstruktion af spejle og keramik. Desuden indeholder bogen afsnit om grundstoffer som kviksølv og svovl samt senere analyse og fremstilling af mineraler samt fremstilling af eksplosiver.
Et andet emne, der bliver behandlet er "alkymisternes ugudelighed og arrogance i deres forsøg på at overgå naturen".
Hans afsnit om eksplosiver er bl.a. blevet brugt i moderne tid til at fremstille såkaldte ildlanser, på det danske frilandsmuseum og forsøgscenter Middelaldercentret. Lanserne, der kendes helt tilbage fra 1100-tallets Kina, er en slags romerlys på en lang pind, der sender små kugler med brændende materiale afsted, der er beregnet til at sætte ild på fjendens bygninger.
Den næste bog om metallurgi var De re metallica, der blev skrevet på Latin af Georgius Agricola og udgivet i 1556. I denne udgivelse bliver Biringuccio citeret for sit vigtige arbejde i indledningen:
"Nuper uerò Vannocius Biringuccius Senensis, homo disertus, & multarum rerum peritus, uulgari Italorum sermone tractauit locum De metallis fundendis, separandis, agglutinandis."
Omtrentlig oversættelse:
"For nylig behandlede Vannoccio Biringuccio fra Siena, en veltalende og højtuddannet mand i sproget italiensk, støbning af metal, adskillelse, spaltning."